# Глухий ясенний боковий африкат
Глухий ясенний боковий африкат ― приголосний звук, що існує в деяких мовах. У Міжнародному фонетичкому алфавіті записується як ⟨t͡ɬ⟩.

## Назва
- Глуха альвеолярна бокова африката
- Глухий альвеолярний боковий африкат (англ. Voiceless alveolar lateral affricate)
- Глухий альвеолярний боковий зімкнено-щілинний приголосний
- Глухий альвеолярний боковий африкат-сибілянт (англ. Voiceless alveolar lateral sibilant affricate)
- Глуха ясенна бокова африката
- Глухий ясенний африкат
- Глухий ясенний боковий зімкнено-щілинний приголосний

## Приклади
| Мова          | Слово   | МФА        | Значення  | Примітки                       |
| ------------- | ------- | ---------- | --------- | ------------------------------ |
| годоберинська | лӏа     | [t͡ɬa]      | "підемо"  |                                |
| іспанська     | Xóchitl | [ˈso̞t͡ʃit͡ɬ] | "Шочитль" | Див. також Іспанська фонологія |
| цезька        | элӏни   | [ˈʔɛ̝t͡ɬni]  | "зима"    |                                |